# 靳會昌
靳會昌，字泰阶，号云屏。山西潞州潞城縣（今山西省潞城市）人，清朝政治人物、進士出身。
嘉慶十九年，登進士，选翰林院庶吉士，改刑部主事，迁郎中、山东济东道，为怨家诬陷，以杀人事系狱，后查明釋放。